# Liste de personnalités figurant sur les timbres de Biélorussie
Cette liste recense les personnalités figurant sur les timbres-poste de Biélorussie utilisés par la Belpochta.

## 2001
- Otto Schmidt, (1891-1956), scientifique.
- Yevhen Kloumov, gynécologue.
- Euphrosyne de Polotsk.

## 2002

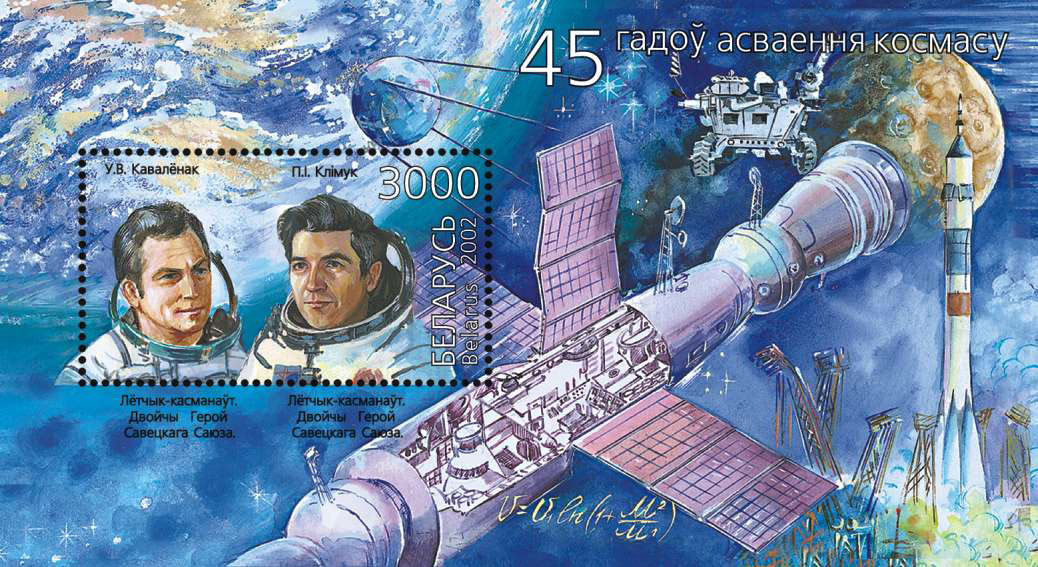
Ses cosmonautes Klimouk et kovalionouk.

- Ianka Koupala.
- Nester Sokolovsky, compositeur.
- Vladimir Kovalionok.
- Piotr Klimouk.

## 2003
- Boris Platonov, acteur.
- Lazar Lagin, auteur.
- Lioubov Mozalevskaïa, actrice.

## 2010

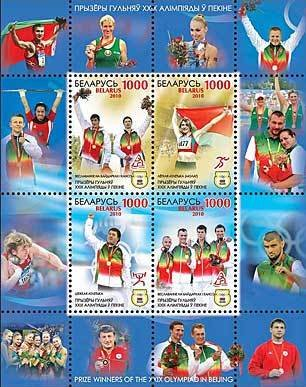
La Biélorussie aux JO.

- Ivan Naoumenko.
- Alexei Grishin.
- Aliaksandr Bahdanovich et Andreï.
- Andrei Aramnau.
- Darya Domracheva.
- Sergeï Novikov.
- Ivan Navoumienka.

## 2011
- Youri Gagarine.
- Zmitrok Biadoul.

## 2012
- Marc Chagall.
- Maksim Tank.

## 2013

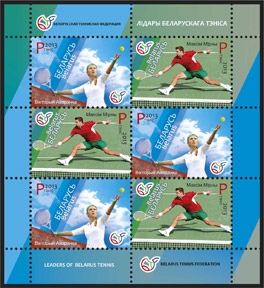
Edition d'un timbre avec Victoria Azarenka et Max Mirnyi.

- Victoria Azarenka,
- Max Mirnyi, joueurs de tennis.

## 2014
- Nadejda Skardino.
- Darya Domracheva.
- Ala Tsouper.
- Anton Kouchnir.
- Pavel Maslenikov.
- Arkadz Kouliachow.
- Aleg Navitski.
- Vladimir Kovalionok.
- Piotr Klimouk.

## 2015
- Adolph Gougiel.
- Philaret Vakhromeyev.
- Francysk Skaryna.
- Frantsichak Bahouchevitch.
- Vladimir Stelmachonok.

## 2016

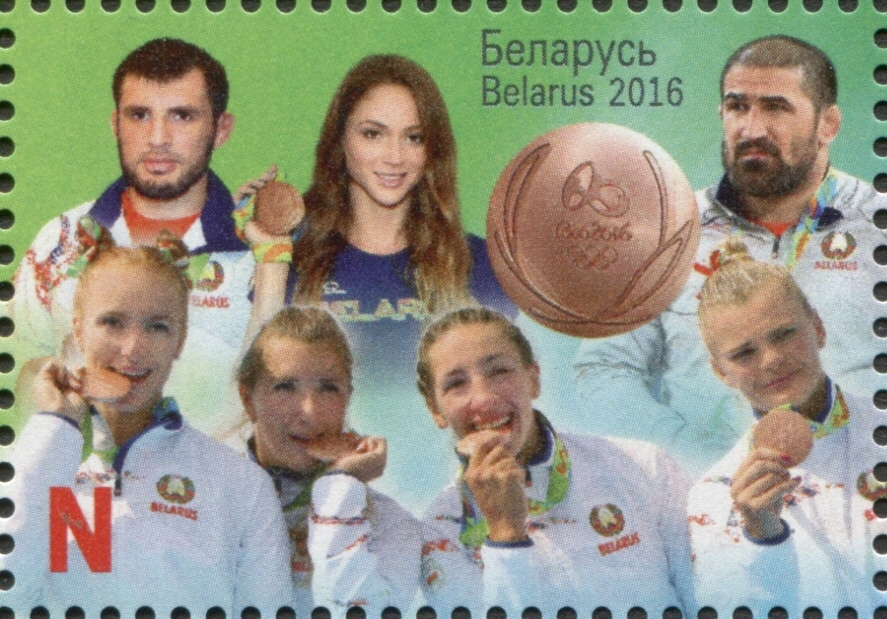
Aux JO de Rio.

- Ivan Zoubatchiov.
- Javid Hamzatau.
- Piotr Gavrilov.
- Maxime Bahdanovitch.
- Andreï Kijevatov.
- Andrei Pranevitch.
- Darya Naumava.
- Maryia Mamachouk.
- Ihar Boki.

## 2018
- Hanna Huskova
- Hilda de Whitby
- Martin de Tours
- Iegor Tamko
- valentin Drozd
- Vladimir Dronov
- Guthlac de Croyland
- Gregori Kholostiakov
- Piotr Macherov

## 2019
- Stanisław Moniuszko.

## 2020
- Andreï Makaïenak.
- Ferdynand Ruszczyc.
- Anna Grigorievna Gindus.
- Athanase de Brest-Litovsk.
- Pavel Soukhoï.

## 2021

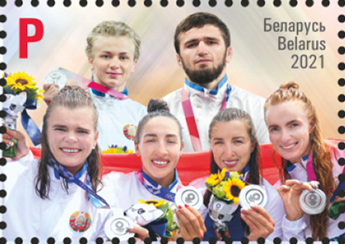
Biélorusses aux JO.

- Elizaveta Petrenko, lanceuse de javelot médaillée.
- Egor Chtchelkanov, nageur médaillé.
- Ivan Litvinovitch.
- Ivan Melej, auteur.
- Gueorgui Joukov.

## 2023
- Antonina Koshel.
- Aleksandr Medved.
- Romuald Klim.